# Steigerungslauf
Ein Steigerungslauf oder kurz Steigerung bezeichnet eine kurze Laufeinheit, bei der das Lauftempo sukzessive gesteigert wird. In der Regel werden 80 bis 120 Meter gelaufen und von einem langsamen Traben bis zum Sprint gesteigert.
Ziel der Steigerung ist es einen ökonomischeren Laufstil zu erreichen. Hauptsächlich der hohe Kniehub und der kräftige Abdruck aus dem Sprunggelenk, die beim Sprinten auftreten, sollen auch für langsamere Geschwindigkeiten in das Bewegungsgedächtnis übernommen werden. Der sich fortlaufend ändernde Bewegungsablauf trainiert außerdem die Muskelkoordination und so die Effizienz der Muskelbewegung.
Steigerungen sind eine bei allen laufintensiven Sportarten häufig eingesetzte Trainingseinheit, da sie durch ihre Länge und das Endtempo sehr flexibel auf den jeweiligen Fitnesszustand der Athleten oder die Trainingsanforderung angepasst werden können. In der Regel werden zwei bis fünf Steigerungen mit Gehpausen zwischendrin gelaufen. Auch für Trainingseinsteiger sind Steigerungen durch die kurze Belastung und die frei wählbare Intensität gut geeignet.